# Dinkelspiel's Baby
Dinkelspiel's Baby è un cortometraggio muto del 1914 diretto da Charles M. Seay.

## Produzione
Il film fu prodotto dalla Edison Company.

## Distribuzione
Distribuito dalla General Film Company, il film - un cortometraggio in una bobina - uscì nelle sale cinematografiche degli Stati Uniti il 23 marzo 1914.